# Blokkenrem

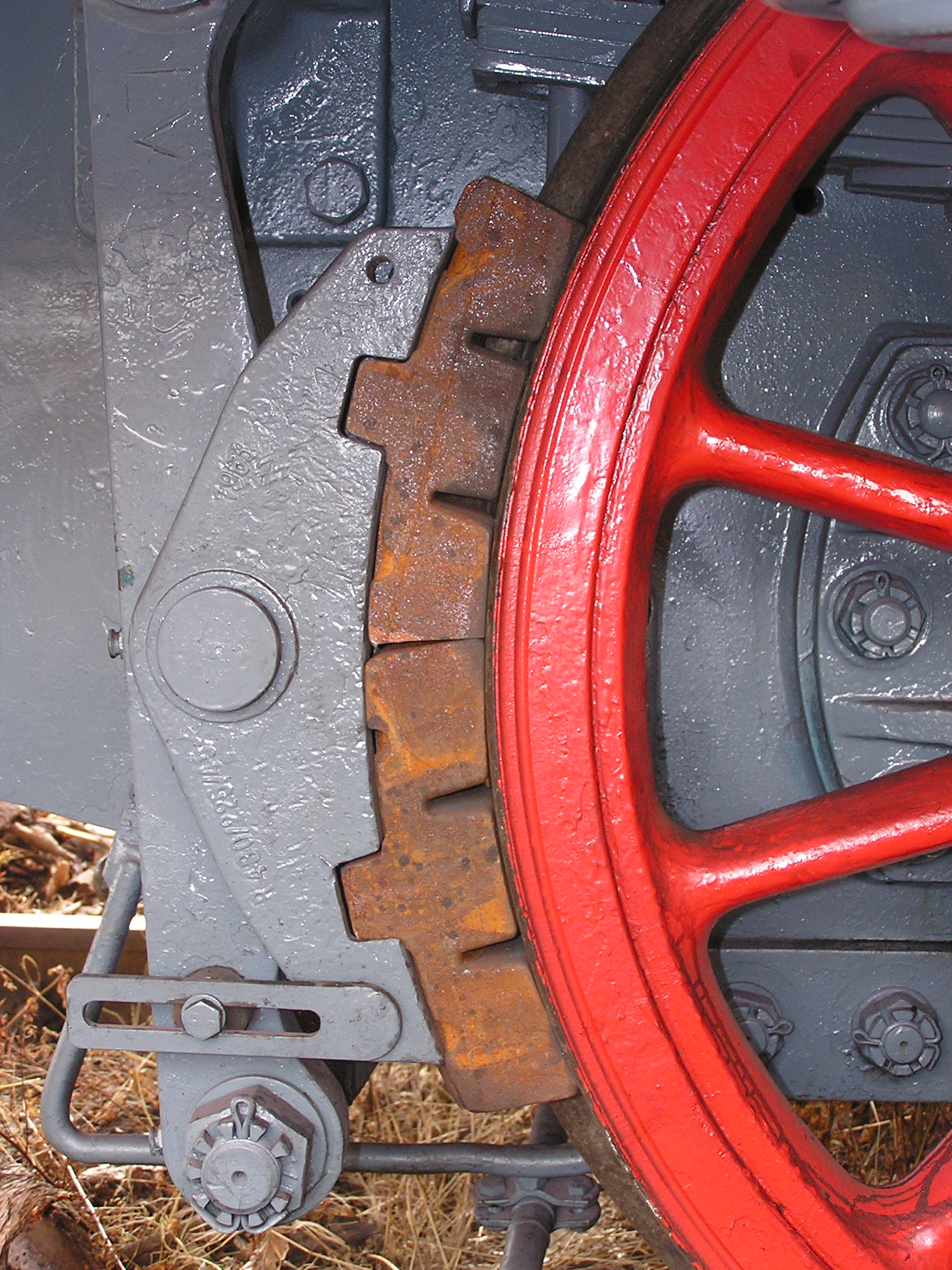
Remblokken van een MaK 450 C

Een blokkenrem is een soort remsysteem dat bij treinen gebruikt wordt.
Bij een blokkenrem worden een of meer gietijzeren blokken tegen het loopvlak van het wiel gedrukt. De wrijving levert remkracht op, waardoor de trein vertraagt. Vanwege de nadelen raakte de blokkenrem bij reizigersmaterieel in Nederland geleidelijk in onbruik, maar de rem wordt bij goederenmaterieel nog veel toegepast. Het laatste Nederlands reizigersmaterieel dat nog een blokkenrem had was Mat '64, bestaande uit Plan T en Plan V.
De blokkenrem heeft als belangrijk nadeel dat de rem niet alleen tijdens het remmen veel lawaai maakt, maar bovendien het loopvlak opruwt, waardoor ook het rolgeluid toeneemt. Ook slijt het loopvlak van het wiel, wat de loop van het rijtuig nadelig beïnvloedt. Bovendien veroorzaakt de snellere slijtage meer onderhoud. Er moet dan een nieuw (wiel)profiel in de band gedraaid worden, of als dat niet meer kan, moet de hele wielband, of, in het geval van volwielen, het gehele wiel vernieuwd worden. Daarom worden goederentreinen tegenwoordig voorzien van kunststof blokken i.p.v. gietijzer. Met ingang van december 2024 is dit in Europa zelfs verplicht.

## Foto's

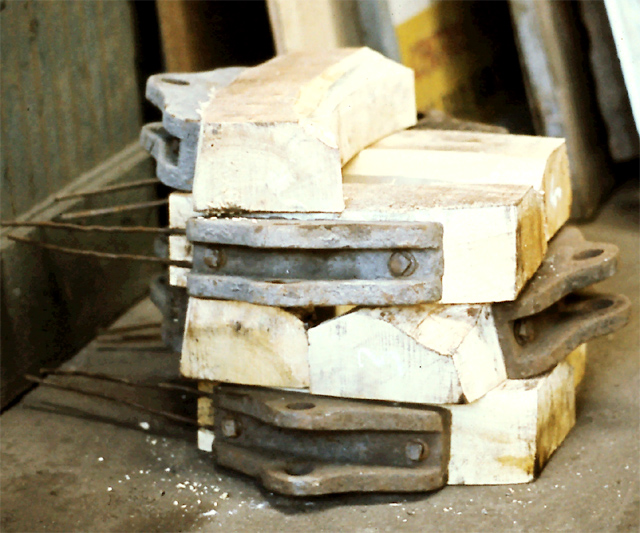
Bij Ferrocarriles de Vía Estrecha (FEVE) gebruikte remblokken bestaande uit stalen segment en hout als voering
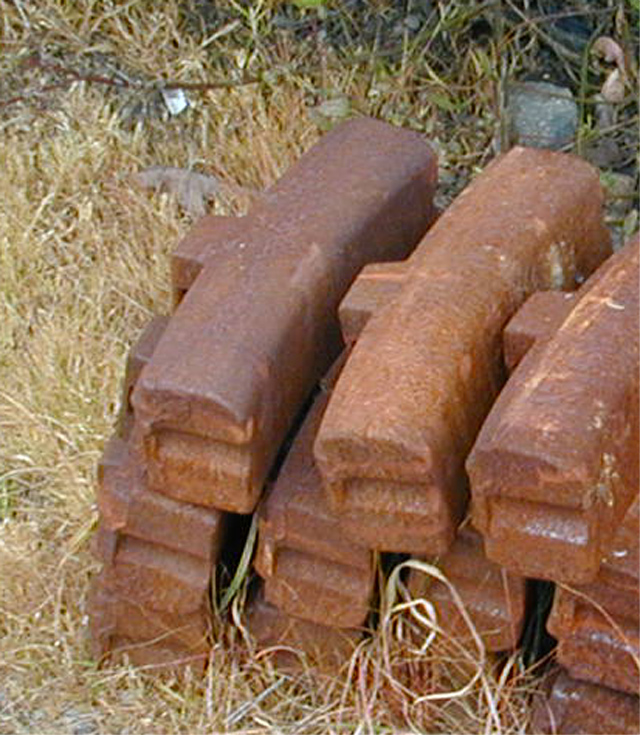
Gietijzeren remblokken versterkt met ingegoten stalen pin